# Niwano-Friedenspreis
Der Niwano-Friedenspreis ist eine mit umgerechnet etwa 148.000 Euro dotierte Auszeichnung, die alljährlich von einem siebenköpfigen Komitee aus Buddhisten, Christen und Muslimen verliehen wird.
Initiator der Niwano Peace Foundation mit Sitz in Tokio ist der Japaner Nikkyō Niwano, Gründer der buddhistischen Laienbewegung Rissho Kosei-Kai. Nikkyō Niwano war einer der wenigen nichtchristlichen Beobachter beim Zweiten Vatikanischen Konzil. Sein Sohn Nichiko Niwano ist sein Nachfolger als Präsident der Bewegung, die dem interreligiösen Dialog verpflichtet ist.

## Preisträger

### 1983 bis 1989

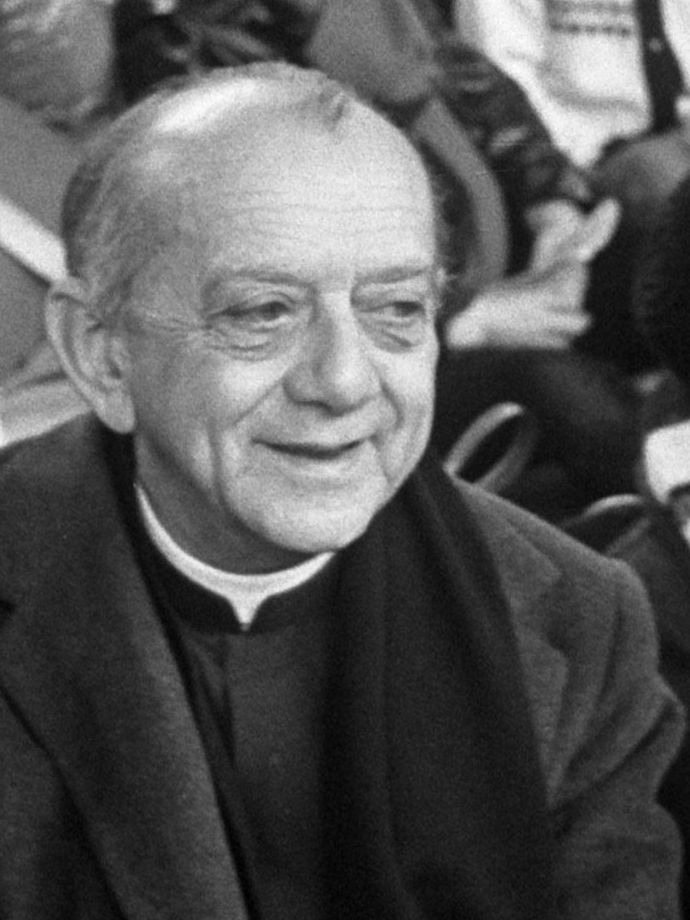
Hélder Câmara, der erste Preisträger. Aus Brasilien

- 1983: Dom Hélder Câmara, Brasilien
- 1984: Homer A. Jack, USA
- 1985: Zhao Puchu, China
- 1986: Philip Potter, Dominica
- 1987: Islamischer Weltkongress, Pakistan
- 1988: nicht verliehen
- 1989: Etai Yamada, Japan

### 1990 bis 1999
- 1990: Norman Cousins, USA

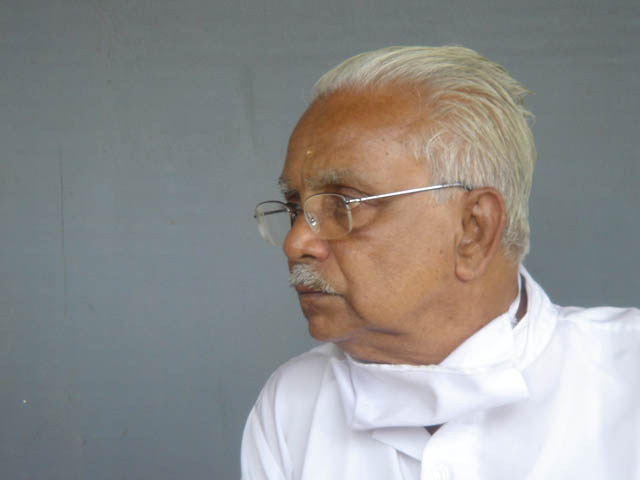
A. T. Ariyaratne, der Preisträger von 1992 aus Sri Lanka

- 1991: Hildegard Goss-Mayr, Österreich
- 1992: A. T. Ariyaratne, Sri Lanka
- 1993: Neve Shalom, Israel
- 1994: Kardinal Paulo Evaristo Arns, Erzbischof von São Paulo (Brasilien)
- 1995: M. Aram, Indien
- 1996: Marii Hasegawa, USA
- 1997: Corrymeela Community, Nordirland
- 1998: Maha Ghosananda, Kambodscha
- 1999: Gemeinschaft Sant’Egidio, Italien

### 2000 bis 2009
- 2000: Dr. Kang Won Yong, Korea

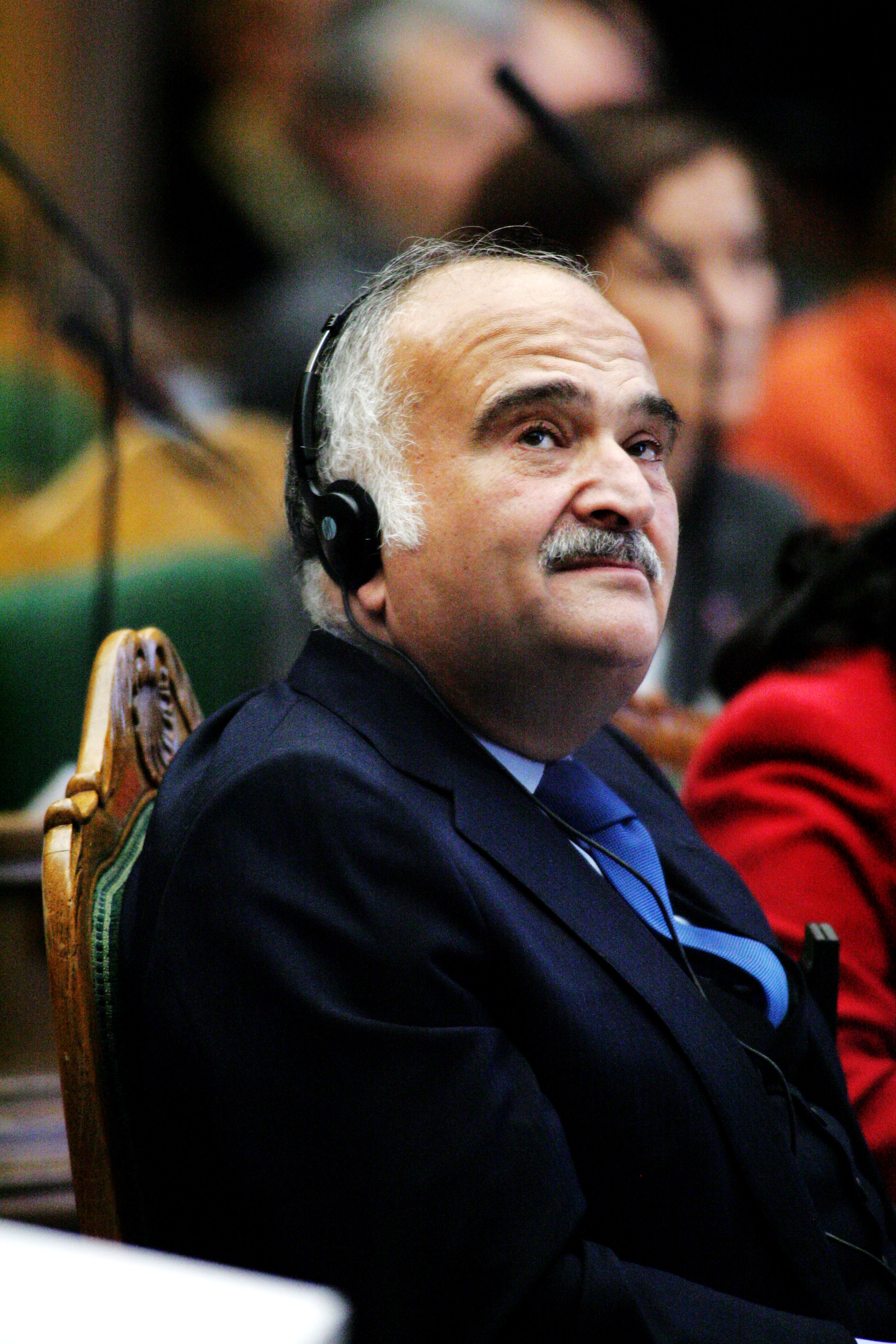
Hassan ibn Talal, der Preisträger von 2008 aus Jordanien

- 2001: Elias Chacour, melkitisch-katholischer Priester in Israel
- 2002: Samuel Ruiz García, Altbischof von San Cristobal de las Casas, Mexiko
- 2003: Dr. Scilla Elworthy
- 2004: Acholi Religious Leaders Peace Initiative (ARLPI), Uganda
- 2005: Prof. em. Dr. Hans Küng, Schweiz
- 2006: Rabbis for Human Rights, Israel
- 2007: Cheng Yen, Taiwan
- 2008: Hassan ibn Talal, Jordanien
- 2009: Gideon Baguma Byamugisha, Uganda

### 2010 bis 2019
- 2010: Ela Bhatt, Indien
- 2011: Sulak Sivaraksa, Thailand

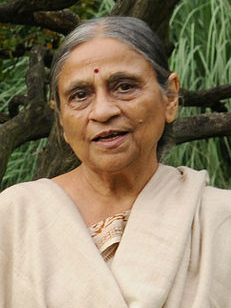
Ela Bhatt, der Preisträger von 2010 aus Indien

- 2012: Rosalina Tuyuc Velasquez, Guatemala
- 2013: Gunnar Stålsett, Norwegen
- 2014: Dena Merriam
- 2015: Esther Abimiku Ibanga, Nigeria
- 2016: Center for Peace Building and Reconciliation (CPBR), Sri Lanka
- 2017: Munib Younan, Palästina
- 2018: Adyan Foundation, Libanon
- 2019: John Paul Lederach, USA

### Seit 2020
- 2020: Venerable Pomnyun, Südkorea
- 2021: Venerable Shih Chao-hwei, Taiwan
- 2022: Father Michael Lapsley, SSM, Südafrika